# Alice Powell
Alice Powell, née le 26 janvier 1993 à Oxford, est une pilote automobile britannique. Elle est la première femme à remporter un championnat de Formule Renault, et la première à marquer des points en GP3 Series. Elle participe aux W Series depuis 2019.

## Biographie

### Débuts en monoplace et premiers titres de Formule Renault (1993-2015)
Alice Powell naît à Oxford en 1993 et fait ses débuts en karting à 8 ans. En 2009, elle fait ses débuts en monoplace dans le championnat de Grande-Bretagne de Formule Renault, devenant la plus jeune femme, à 16 ans, à courir dans une épreuve de Formule Renault. L'année suivante, elle devient la première femme à remporter une course de Formule Renault, puis la première femme à remporter un championnat de Formule Renault, en l'occurrence, le championnat de Grande-Bretagne de Formule Renault BARC,. Revenant en 2011 dans le championnat de Formule Renault britannique principal, elle finit neuvième avec Manor Motorsport.
En 2012, elle fait ses débuts en GP3 Series avec Status Grand Prix, en lever de rideau des Grands Prix de Formule 1, étant la troisième femme engagée dans ce championnat avec Vicky Piria et Carmen Jordá,. Au terme de la saison, à la dernière course à Monza, elle inscrit son premier point en terminant huitième devenant la première femme à marquer un point dans le championnat. Son coéquipier Marlon Stöckinger remporte une victoire pendant l'année, son autre coéquipier Kotaro Sakurai ne marque aucun point, alors que son autre coéquipier arrivé en cours de saison, Lewis Williamson, ancien vainqueur en GP3, marque plusieurs points.
En 2013, elle retourne en Grande-Bretagne, et est sacrée vice-championne de MSV F3 Cup. En fin d'année, elle fait une pige en GP3 Series pour Bamboo Engineering, sans marquer de point. En 2014, elle est sacrée championne des Asian Formula Renault Series. En octobre 2014, Alice Powell est nommée dans les 100 Women de l'année par la British Broadcasting Corporation (BBC). En novembre 2014, de nombreuses rumeurs font état d'une possible arrivée d'Alice Powell en Formule 1 chez Caterham F1 Team pour le dernier Grand Prix, à Abou Dabi, en remplacement de Marcus Ericsson : l'équipe, en difficultés financières et judiciaires réalise une opération de financement participatif pour courir à ce Grand Prix et le grand-père d'Alice Powell, Jim Fraser, propose près de 50 000 euros pour que sa petite-fille réalise la première séance d'essais libres, voire le Grand Prix,. C'est finalement Will Stevens qui est choisi, Alice Powell se retirant à cause de la possibilité de ne pas avoir la superlicence nécessaire pour courir en Formule 1. Sans volant pour la saison 2015, elle effectue une pige pendant l'hiver en MRF Challenge puis se retire du sport automobile, par manque de budget.

### Second souffle et retour en sport automobile (2018-)
En décembre 2018, elle participe à la première course du Jaguar I-Pace eTrophy, en support des courses du championnat de Formule E FIA, en tant que « pilotée invitée VIP ». Pour sa première course depuis 3 ans, elle termine cinquième. En 2019, elle est sélectionnée pour participer au nouveau championnat des W Series, un championnat de Formule 3 exclusivement réservé aux femmes. Alice Powell déclare en interview : « Je ne dirai pas que j'avais abandonné, mais, année après année, ça devenant de moins en moins probable de revenir un jour à la compétition. [...] Mon rêve s'estompait, et je suis reconnaissante envers les W Series. Ça m'a sauvé. ». Après deux podiums à Hockenheim et Zolder, elle est victime d'un gros accident à Misano où sa voiture effectue un vol plané spectaculaire au premier virage. Après un abandon au Norisring et un nouveau podium à Assen, elle se fait remarquer lors de la course hors-championnat avec grille inversée où elle remonte en deuxième position, échouant à seulement 0,003 secondes de Megan Gilkes à la photo-finish. Lors de la dernière course à Brands Hatch, elle remporte sa première victoire en W Series, à l'issue d'un duel de longue haleine avec Emma Kimiläinen, lui permettant de terminer troisième du classement général,.
Peu après sa victoire en W Series, Alice Powell fait ses débuts en août 2019 en United SportsCar Championship, championnat nord-américain d'endurance, à l'occasion de la manche du Virginia International Raceway.

## Résultats en compétition automobile
- 2008 : 

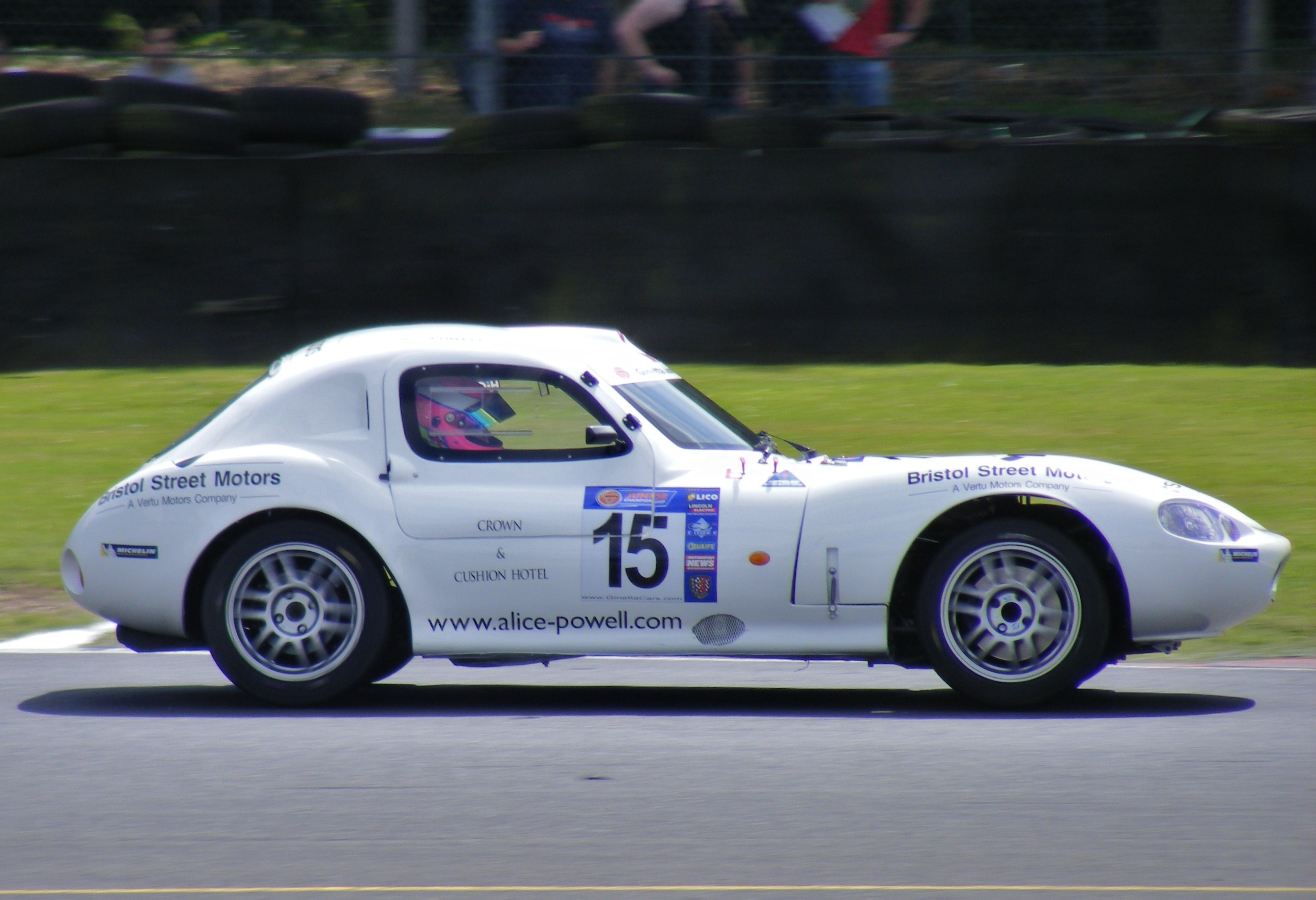
Alice Powell en Ginetta Junior Championship en 2008.

  - Ginetta Junior Championship : 9e
- 2009 : 

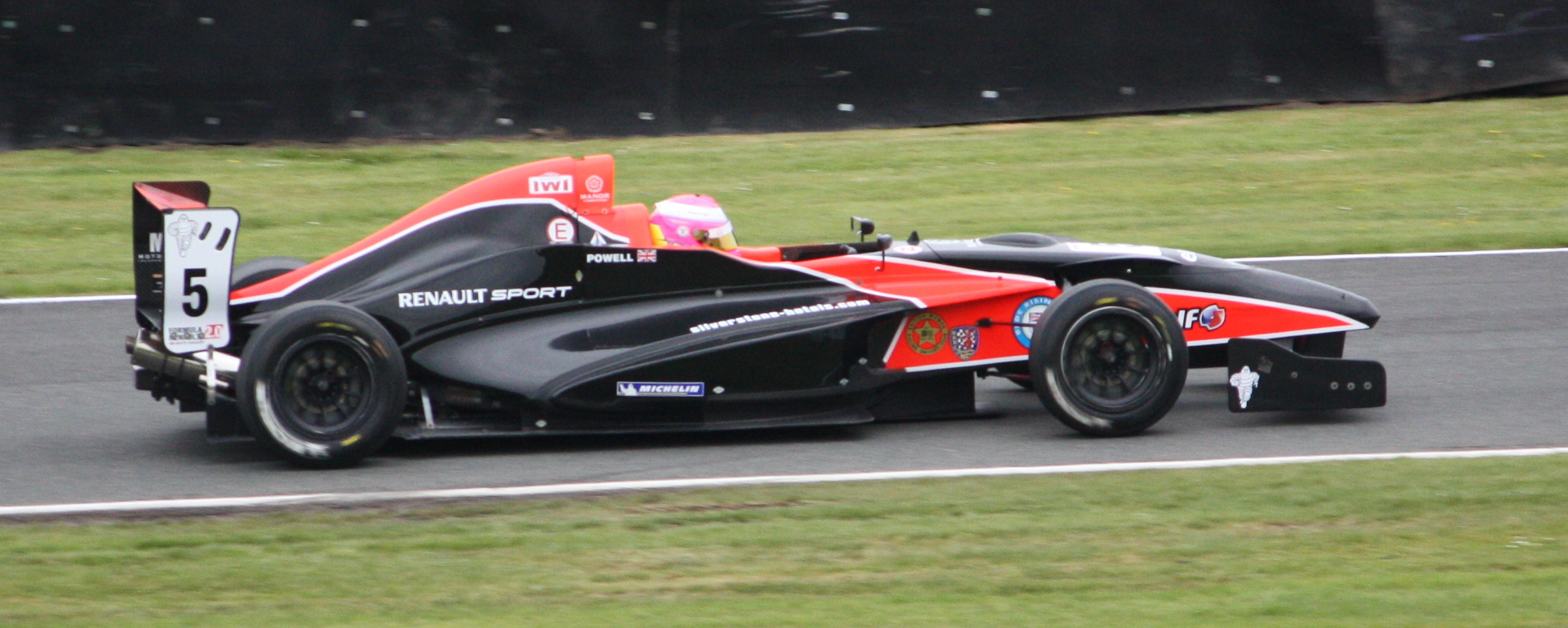
Alice Powell en Formule Renault britannique en 2011.

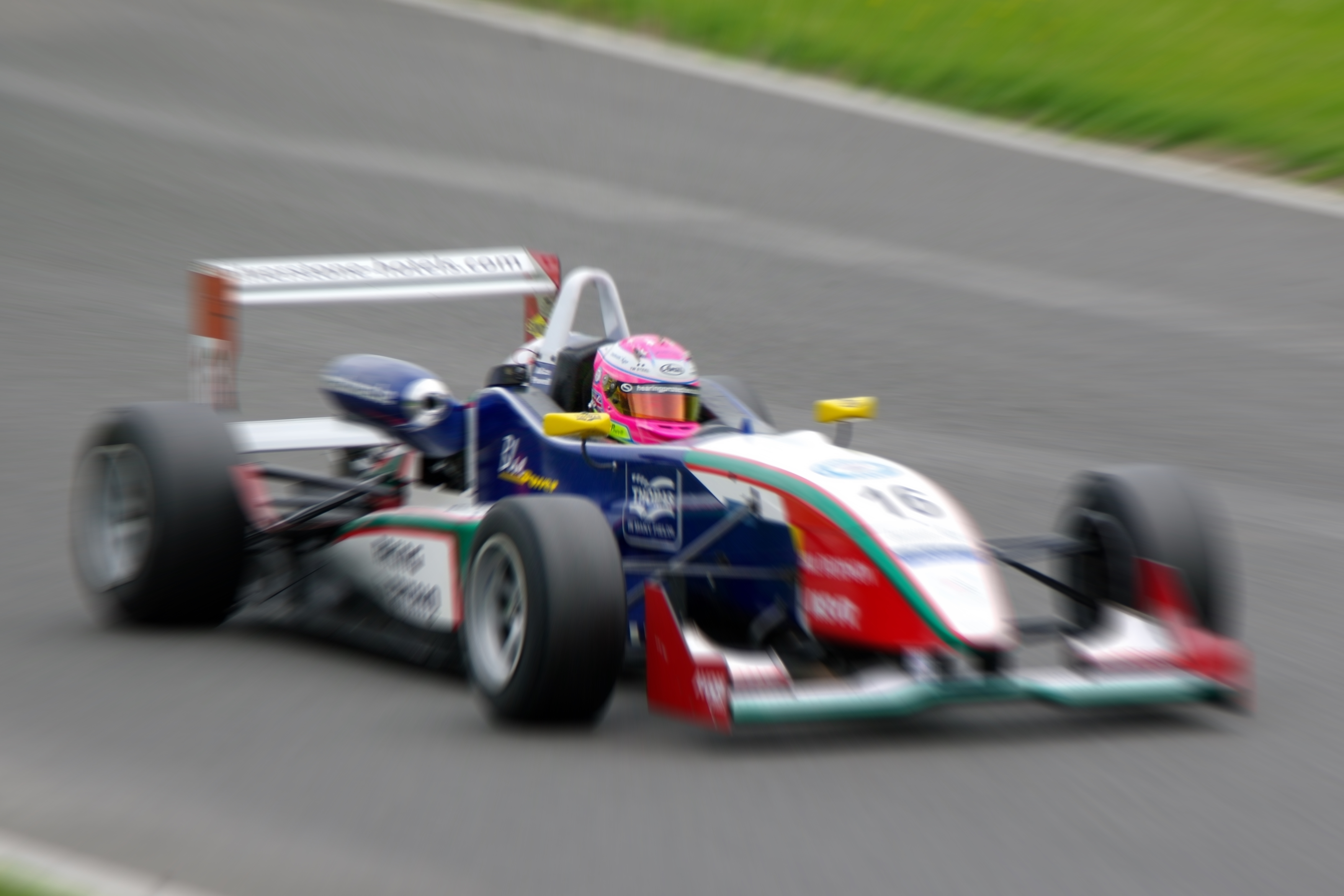
Alice Powell en MSV F3 Cup en 2013.

  - Championnat de Grande-Bretagne de Formule Renault : 18e
  - Formule Palmer Audi : 25e (3 courses sur 21)
- 2010 : 
  - Championnat de Grande-Bretagne de Formule Renault BARC : Championne, deux victoires
  - Ginetta G50 Cup : 16e

- 2011 : 
  - Championnat de Grande-Bretagne de Formule Renault : 9e
- 2012 : 
  - GP3 Series : 19e, un point

- 2013 : 
  - MSV F3 Cup : 2e, cinq victoires
  - Championnat de Grande-Bretagne de Formule 3 - National B Class : non classée, pilote inéligible pour marquer des points, deux victoires dans sa catégorie
  - GP3 Series : 31e (2 courses sur 16)
- 2014 : 
  - Asian Formula Renault Series : Championne, cinq victoires
  - Championnat de Grande-Bretagne de Formule 3 : 15e (3 courses sur 21)
  - MotorSport Vision Formula Three Cup : 11e, deux victoires (4 courses sur 16)
- 2015-2016 : 
  - MRF Challenge Formula 2000 : 18e (4 courses sur 14)
- 2018-2019 : 
  - Jaguar I-Pace eTrophy : non classée, pilote invitée (1 course sur 10)
- 2019 : 
  - W Series : 3e, une victoire
- 2019-2020 : 
  - Jaguar I-Pace eTrophy : 4e
- 2021 : 
  - W Series : 2e, trois victoires
- 2022 : 
  - W Series : 3e, une victoire